# Nadăș (Timiș)

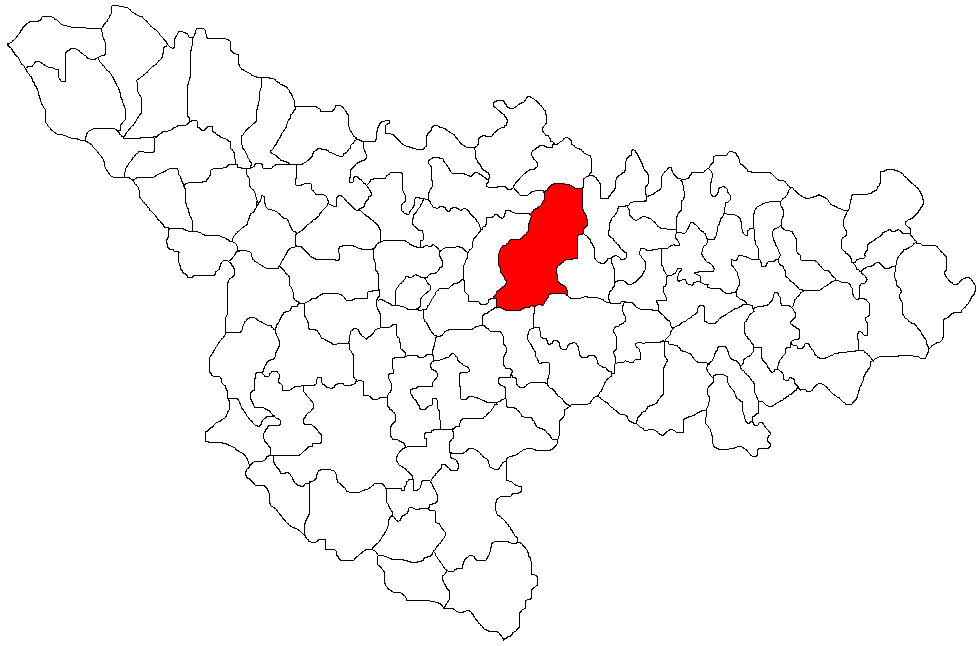
Lage der Kleinstadt Recaș im Kreis Timiș

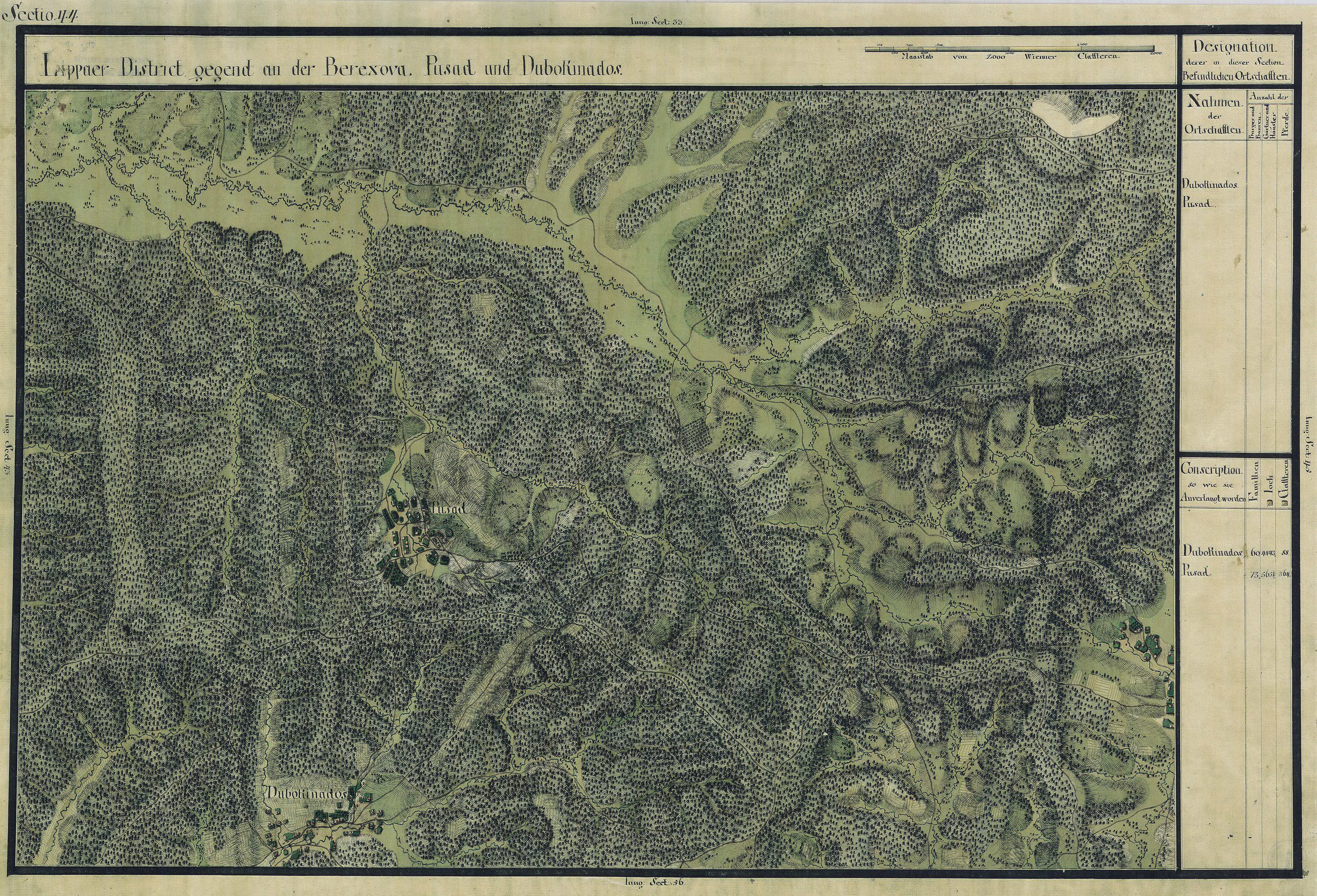
Nadăș auf der Josephinischen Landaufnahme

Nadăș (auch Naidăș; deutsch Nadasch, ungarisch Mélynádas, Nádas, Dubokinádas) ist ein Dorf im Kreis Timiș, in der Region Banat, im Südwesten Rumäniens. Nadăș gehört zum Verwaltungsbereich der Kleinstadt Recaș.

## Geografische Lage
Nadăș liegt im Nordosten des Kreises Timiș, in 16 km Entfernung von Recaș und 40 km von Timișoara, am Fuße der Lipovaer Hügel.

## Nachbarorte
| Remetae Mică   | Buzad                                       | Comeat    |
| Sălciua Nouă   | Kompassrose, die auf Nachbargemeinden zeigt | Hodoș     |
| Bencecu de Jos | Stanciova                                   | Brestovăț |

## Geschichte
Die Ortschaft wurde 1247 unter der Bezeichnung Nadasd erstmals urkundlich erwähnt. 
Während der Türkenherrschaft verschwand der Ort aus den Zeitdokumenten, um zur Zeit der Habsburgermonarchie wieder in Erscheinung zu treten. Auf der Josephinischen Landaufnahme von 1717 ist das Dorf mit 17 Häusern eingetragen. Nach dem Frieden von Passarowitz (1718) war die Ortschaft Teil der Habsburger Krondomäne Temescher Banat. Auf der Mercy-Karte von 1723 ist der Ort Buboki-Natasch bewohnt. Auf der Militärkarte von 1761 ist Dubski Nadosch eingetragen, das zum Distrikt Lippa gehört.
Infolge des Österreichisch-Ungarischen Ausgleichs (1867) wurde das Banat dem Königreich Ungarn innerhalb der Doppelmonarchie Österreich-Ungarn angegliedert. Die amtliche Ortsbezeichnung war Mélynádas.
Bis zum Beginn des 19. Jahrhunderts war das Dorf mit Serben und Rumänen bewohnt. Diese bauten gemeinsam die orthodoxe Holzkirche, die 1897 durch eine Kirche aus Stein ersetzt wurde. 1804 wurden hier Ungarn aus der Gegend um Szeged angesiedelt. Die Ungarn erbauten die römisch-katholische Kirche.
Der Vertrag von Trianon am 4. Juni 1920 hatte die Dreiteilung des Banats zur Folge, wodurch Nadăș  an das Königreich Rumänien fiel.
Nach dem Zweiten Weltkrieg verließ die Jugend nach und nach die Ortschaft, um Arbeit in den umliegenden Städten zu finden. Seit den 1990er Jahren ist Nadăș ein verlassenes Dorf.

## Bevölkerungsentwicklung
| 1880 | 582 | 416 | 109 | 36 | 21 |
| 1910 | 740 | 504 | 176 | 49 | 11 |
| 1930 | 659 | 492 | 143 | 5  | 19 |
| 1977 | 42  | 40  | 2   | -  | -  |
| 2002 | -   | -   | -   | -  | -  |